# Fairchild-Republic A-10 Thunderbolt II
Fairchild-Republic A-10 Thunderbolt II, vanligen kallad Warthog ("Vårtsvin") är ett amerikanskt ensitsigt attackflygplan ursprungligen tillverkat på 1970-talet av Fairchild Industries. Typen är utformad för att bekämpa stridsvagnar och andra pansarfordon samt ge flygunderstöd åt marktrupp och var det första flygplanet som specifikt producerades för en understödsroll. 
Dess sovjetiska motsvarighet är Suchoj Su-25.

## Historia
Kritik riktades mot USA:s flygvapen under Vietnamkriget då man saknade specialiserad flygunderstödsförmåga och fick förlita sig på antingen helikoptrar som UH-1 Iroquois och AH-1 Cobra, som inte kunde bära med sig tyngre vapen för att slå ut bepansrade markmål, eller jaktflygplan som F-100 Super Sabre och F-4 Phantom II, som hade för hög hastighet för att piloterna effektivt skulle kunna låsa på mål. Redan år 1966 började flygvapnet skissa på experimentella attackflygplan och 1973 valde man att anlita Fairchild som utvecklare och producent av flygplanet som då kallades YA-10A.
Planets effektivitet blev känd under Kuwaitkriget 1990-1991 då det användes i över 8 100 uppdrag och stod för 90 % av alla avfyrade AGM-65 Maverick attackrobotar under kriget. I kriget förlorades endast fyra A-10:or till luftvärnsrobotar och ytterligare tre togs ur tjänst vid återvändo på grund av skador.

## Design
Planet drivs av två dubbelströmsmotorer som är monterade baktill på planet. A-10 är beväpnad med en GAU-8 Avenger automatkanon som väger 1 200 kg och bär normalt sett 1 174 granater, men kan laddas med 1350. Kanonen kan avfyra all ammunition på sjutton sekunder. Varje granat väger ett halvt kg. A-10 kallas ibland Warthog eller Hog (vårtsvin respektive svin), men också The Silent Killer (den tysta mördaren). Det senare namnet kommer av att ljudet från automatkanonen inte når fram till målet förrän granaterna redan har träffat det.
A-10 kan avfyra facklor för att lura värmesökande robotar och har hög manövrerbarhet i låga farter och på låg höjd tack vare dess stora vinge med högt sidoförhållande och stora skevroder. Detta stora sidoförhållande medger också korta starter och landningar vilket möjliggör verksamheten från primitiva flygfält nära frontlinjen.
Eftersom A-10 i sin taktiska roll på slagfältet flyger relativt lågt och långsamt har stor vikt lagts vid skydd av piloten och viktiga system. Under Irakkriget skedde flera uppmärksammade fall där A-10 plan fick oerhörda skador men ändå kunde flygas tillbaka till basen och landas kontrollerat.

## Användning
Endast USA:s flygvapen har använt A-10 Thunderbolt och ingen variant har exporterats utomlands. År 2011 fanns totalt 345 enheter i bruk varav 191 i ordinarie förband, 106 i Air National Guard och 48 i Air Force Reserve Command. Under 2017 fanns 282 A-10C i tjänst, fördelade på 141 i ordinarie förband, 55 i Air National Guard och 86 i Air Force Reserve Command.
Med de senaste tekniska uppgraderingarna beräknas A-10 vara i aktiv tjänst fram till år 2040. Under 2013 inledde amerikanska flygvapnet planering för avveckling av A-10 av kostnadsskäl, vilket möttes av skarp kritik från politiskt håll och utomstående experter som menade att flygplanet saknade fullgod ersättare.